# Liste des gouverneurs de Guam
Le gouverneur de Guam (en anglais Governor of Guam, en chamorro I Maga'låhen/Maga'håga Guåhan) est le chef de la branche exécutive du gouvernement du territoire non incorporé américain de Guam.

## Liste des gouverneurs

### Commissaires américains
- 21 juin 1898-1898 : Henry Glass
- 1898 : Francisco Portusach Martínez
- 1898 : José Sisto (première fois)
- 1898-1899 : Venancio Roberto
- 1899 : José Sisto (deuxième fois)
- 1er février 1899-20 avril 1899 : Joaquín Cruz Pérez

### Gouverneurs de la Marine américaine
- 20 avril 1899-7 août 1899 : William Coe (provisoire)
- 7 août 1899-1900 : Richard Phillips Leary
- 12 juin 1900 - 19 juillet 1900 : William Edwin Safford
- 1900-1901 : Seaton Schroeder (première fois)
- 1901-19 juillet 1901 : William Swift
- 19 juillet 1901-6 février 1903 : Seaton Schroeder (deuxième fois)
- 6 février 1903-28 janvier 1904 : William Elbridge Sewell
- 28 janvier 1904-1904 : R. Stone (provisoire)
- 1904-2 novembre 1905 : George Leland Dyer
- 2 novembre 1905-3 décembre 1906 : Luke McNamee (provisoire) (première fois)
- 3 décembre 1906-3 octobre 1907 : Templin Morris Potts
- 3 octobre 1907-28 décembre 1907 : Luke McNamee (provisoire) (deuxième fois)
- 28 décembre 1907-5 novembre 1910 : Edward John Dorn
- 5 novembre 1910-21 janvier 1911 : F. B. Freyer (provisoire)
- 21 janvier 1911-30 janvier 1912 : George Robert Salisbury
- 30 janvier 1912-23 septembre 1913 : Robert Edward Coontz
- 23 septembre 1913-28 mars 1914 : A. W. Hinds (provisoire)
- 28 mars 1914-29 avril 1916 : William John Maxwell
- 29 avril 1916-8 mai 1916 : William P. Cronan (provisoire)
- 8 mai 1916-30 mai 1916 : E. Simpson (provisoire)
- 30 mai 1916-15 novembre 1918 : Roy Campbell Smith
- 15 novembre 1918-22 novembre 1919 : William Wirt Gilmer (première fois)
- 22 novembre 1919-21 décembre 1919 : W. A. Hodgman (provisoire)
- 21 décembre 1919-7 juillet 1920 : William Wirt Gilmer (deuxième fois)
- 7 juillet 1920-27 février 1921 : Ivan Cyrus Wettengel
- 27 février 1921-7 février 1922 : James S. Spore (provisoire)
- 7 février 1922-8 décembre 1922 : Adelbert Althouse (première fois)
- 8 décembre 1922-14 décembre 1922 : John P. Miller (provisoire)
- 14 décembre 1922-4 août 1923 : Adelbert Althouse (deuxième fois)
- 4 août 1923-26 août 1924 : Henry Bertram Price
- 26 août 1924-7 avril 1926 : A. W. Brown (provisoire)
- 7 avril 1926-11 juin 1929 : Lloyd Stogell Shapley
- 11 juin 1929-1931 : Willis Winter Bradley
- 1931-21 juin 1933 : Edmund Spence Root
- 21 juin 1933-27 mars 1936 : George Andrew Alexander
- 27 mars 1936-8 février 1938 : Benjamin Vaughan McCondlish
- 8 février 1938-20 avril 1940 : James Thomas Alexander
- 20 avril 1940-10 décembre 1941 : George Johnson McMillin

### Gouverneurs militaires japonais
- 10 décembre 1941-14 janvier 1942 : Tomitarō Horii
- 1942-1944 : Homura
- 1944-28 juillet 1944 : Takeshi Takashina
- 28 juillet 1944-11 août 1944 : Hideyoshi Obata

### Gouverneurs militaires américains
- 21 juillet 1944-10 août 1944 : Roy Geiger
- 10 août 1944-30 mai 1946 : Henry Louis Larsen
- 30 mai 1946-27 septembre 1949 : Charles Alan Pownall

### Gouverneurs

#### Désignés
- 27 septembre 1949-27 mars 1953 : Carlton Skinner
- 27 mars 1953-2 octobre 1956 : Ford Quint Elvidge
- 2 octobre 1956-9 juillet 1960 : Richard Barrett Lowe
- 9 juillet 1960-20 mai 1961 : Joseph Flores
- 20 mai 1961-15 décembre 1962 : Bill Daniel
- 15 décembre 1962-30 juin 1969 : Manuel Guerrero

#### Élus
- 1er juillet 1969-1er janvier 1975 : Carlos Camacho (Républicain à partir de janvier 1971)
- 1er janvier 1975-1er janvier 1979 : Ricardo Bordallo (première fois) (Républicain)
- 1er janvier 1979-1er janvier 1983 : Paul McDonald Calvo (Républicain)
- 1er janvier 1983-1er janvier 1987 : Ricardo Bordallo (deuxième fois) (Républicain)
- 1er janvier 1987-1er janvier 1995 : Joseph F. Ada (Républicain)
- 1er janvier 1995-6 janvier 2003 : Carl Gutierrez (Démocrate)
- 6 janvier 2003-3 janvier 2011 : Felix Perez Camacho (Républicain)
- 3 janvier 2011-7 janvier 2019 : Eddie Calvo (Républicain)
- Depuis le 7 janvier 2019 : Lou Leon Guerrero (Démocrate)